# Дрифтер (рыболовное судно)

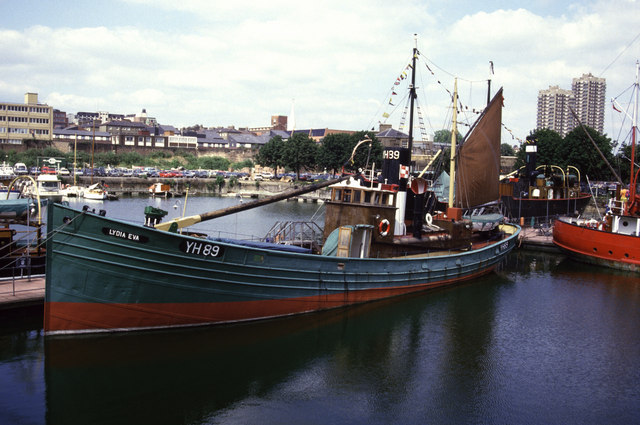
Дрифтер «Lydia Eva»

Дрифтер (от англ. drift — дрейф) — рыболовное судно, предназначенное для лова рыбы дрифтерными сетями (высотой от 3 до 15 м и длиной до 4500 м свободно плавающими после их постановки).
Особенность архитектуры таких судов — низкий надводный борт и свободная палуба в носовой части для механизмов, выбирающих рыболовные сети. Дрифтеры имеют размерения малых или среднетоннажных добывающих судов.